# Meythet
Pour la commune belge homophone, voir Mettet.
Meythet [mɛtɛ] est une ancienne commune française située dans le département de la Haute-Savoie, en région Auvergne-Rhône-Alpes.
Au 1er janvier 2017, elle fusionne avec les communes d'Annecy, d'Annecy-le-Vieux, de Cran-Gevrier, de Pringy et de Seynod, pour devenir une commune nouvelle, Annecy, qui compte 121 809 habitants (données 2013).

## Géographie

### Situation

#### Communes limitrophes
| Épagny-Metz-Tessy | Épagny-Metz-Tessy | Épagny-Metz-Tessy       |
| Poisy             | Meythet           | Annecy, Annecy-le-Vieux |
| Poisy             | Cran-Gevrier      | Cran-Gevrier            |

#### Climat
Le climat y est de type montagnard en raison de la présence du Semnoz, du mont Veyrier, mais également des Bauges et des Bornes. Cependant, les effets y sont quelque peu atténués en raison de la présence du lac qui tempère localement le bassin annécien, bien que les hivers restent froids en raison de l'altitude de la commune. La station de référence de Météo-France se situe à une altitude de 458 mètres sur la commune de Meythet.
| Ville             | Ensoleillement | Pluie     | Neige   | Orage   | Brouillard |
| ----------------- | -------------- | --------- | ------- | ------- | ---------- |
| Paris             | 1 797 h/an     | 642 mm/an | 15 j/an | 19 j/an | 13 j/an    |
| Nice              | 2 694 h/an     | 767 mm/an | 1 j/an  | 31 j/an | 1 j/an     |
| Strasbourg        | 1 637 h/an     | 610 mm/an | 30 j/an | 29 j/an | 65 j/an    |
| Meythet           | 1 942 h/an     | 906 mm/an | 26 j/an | 32 j/an | 25 j/an    |
| Moyenne nationale | 1 973 h/an     | 770 mm/an | 14 j/an | 22 j/an | 40 j/an    |

Voici un aperçu dans le tableau ci-dessous pour l'année 2007 :
| Mois                                   | J  | F  | M  | A  | M  | J  | J  | A  | S  | O  | N  | D  |
| -------------------------------------- | -- | -- | -- | -- | -- | -- | -- | -- | -- | -- | -- | -- |
| Températures maximales moyennes (°C)   | 3  | 6  | 9  | 13 | 18 | 22 | 24 | 24 | 21 | 14 | 8  | 4  |
| Températures minimales moyennes (°C)   | -2 | -1 | 1  | 3  | 7  | 11 | 12 | 11 | 9  | 6  | 2  | 1  |
| Températures moyennes (°C)             | 1  | 2  | 5  | 9  | 13 | 17 | 19 | 18 | 15 | 10 | 5  | 2  |
| Précipitations (hauteur moyenne en mm) | 74 | 74 | 74 | 61 | 71 | 84 | 66 | 79 | 79 | 74 | 89 | 81 |
| Source: Météo France et Météo123       |    |    |    |    |    |    |    |    |    |    |    |    |

#### Voies de communication et transports

##### Voies routières

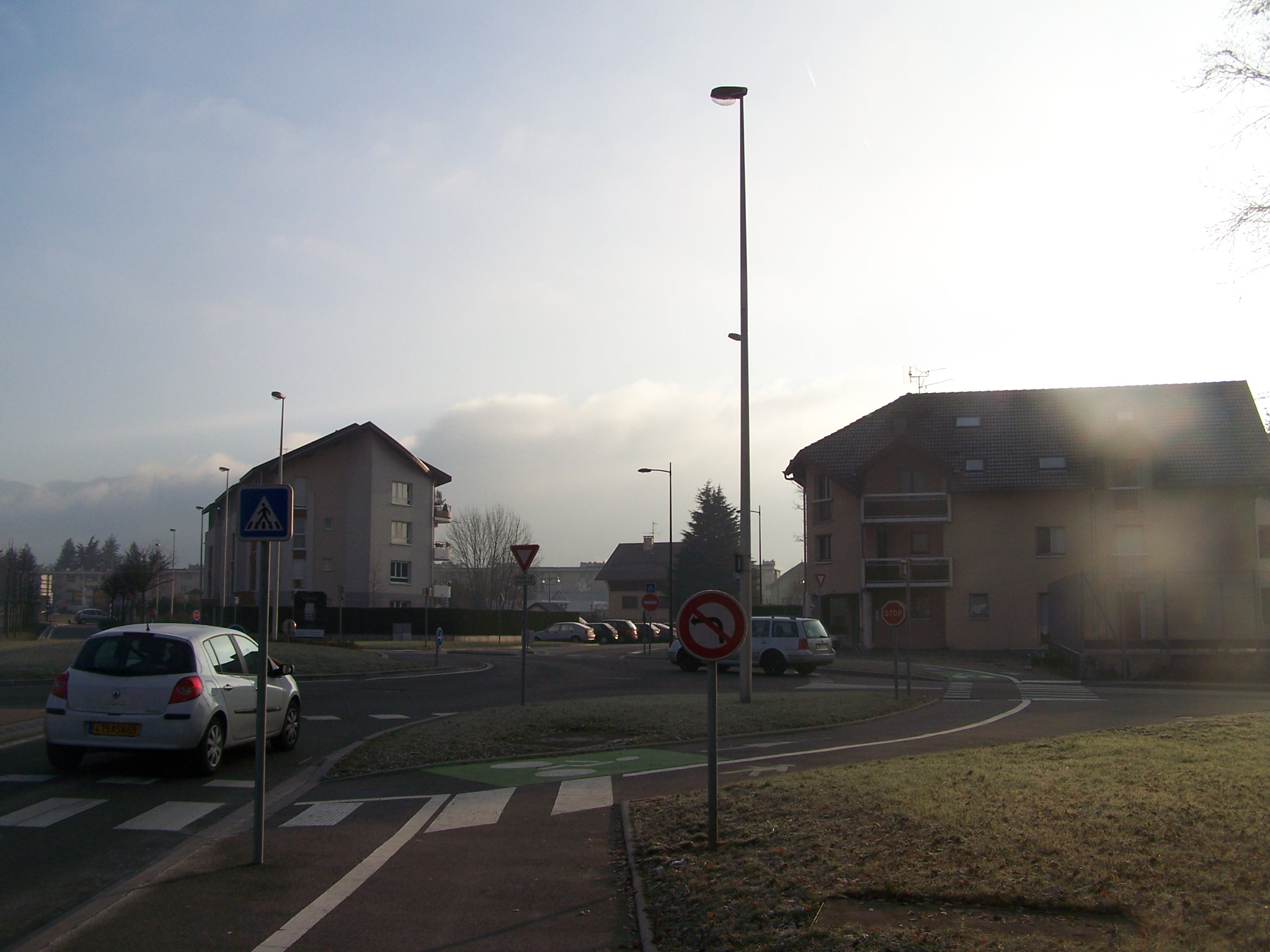
L'entrée ouest au matin.

Meythet est délimitée au sud et à l'est par le Fier. En venant d'Annecy, il existe donc un « passage obligé » par Cran-Gevrier via l'avenue de la République, jusqu'au pont de Tasset délimitant les deux communes, et débouchant sur la route de Frangy reliant et traversant le centre-ville.
En venant par l'autoroute A41, la liaison se fait grâce à la sortie débouchant sur la N 1508 (voie rapide de Poisy). Cette nationale traverse le Fier sur le pont de Brassilly, et contourne la ville jusqu'à la première sortie au niveau des Creusettes (commune de Poisy), et qui conduit alors à l'entrée ouest de Meythet.

##### Pistes cyclables
Comme la plupart des communes de l'agglomération annécienne, Meythet dispose d'un important réseau de pistes cyclables dans la plupart de ses artères (voir photo ci-contre).

##### Transport ferroviaire
Meythet est accessible par le rail à l'arrivée en gare d'Annecy. La gare est desservie par : 
- des TER en provenance de Valence, Grenoble et Chambéry, ainsi que de Lyon, Annemasse et Saint-Gervais-les-Bains ;
- des TGV en provenance de Paris-Lyon ;
- des trains de nuit en provenance de Paris-Austerlitz.

La gare se trouve à environ 3 km du centre-ville de la commune, en passant par Cran-Gevrier. Le trajet est direct avec la ligne 1 du réseau de bus de la SIBRA (direction Poisy).

##### Transports en commun
Meythet est desservie par les bus de la Société intercommunale des bus de la région annécienne (SIBRA). La commune reçoit :
- la ligne 1 en direction de Poisy (venant d'Annecy) ;
- la ligne 6 en direction de l'Hôpital (venant d'Annecy) ;
- la ligne 7 en direction d'Épagny (venant d'Annecy) ;
- la ligne 11 en direction de Piscine Patinoire (départ de Meythet) ;
- la ligne 12 en direction Poisy Montagne et Macully (départ de Meythet).
- la ligne M en direction d'annecy (départ de Meythet)

##### Transports aériens
L'aéroport d'Annecy est situé sur la commune (au nord).

### Urbanisme

#### Morphologie urbaine

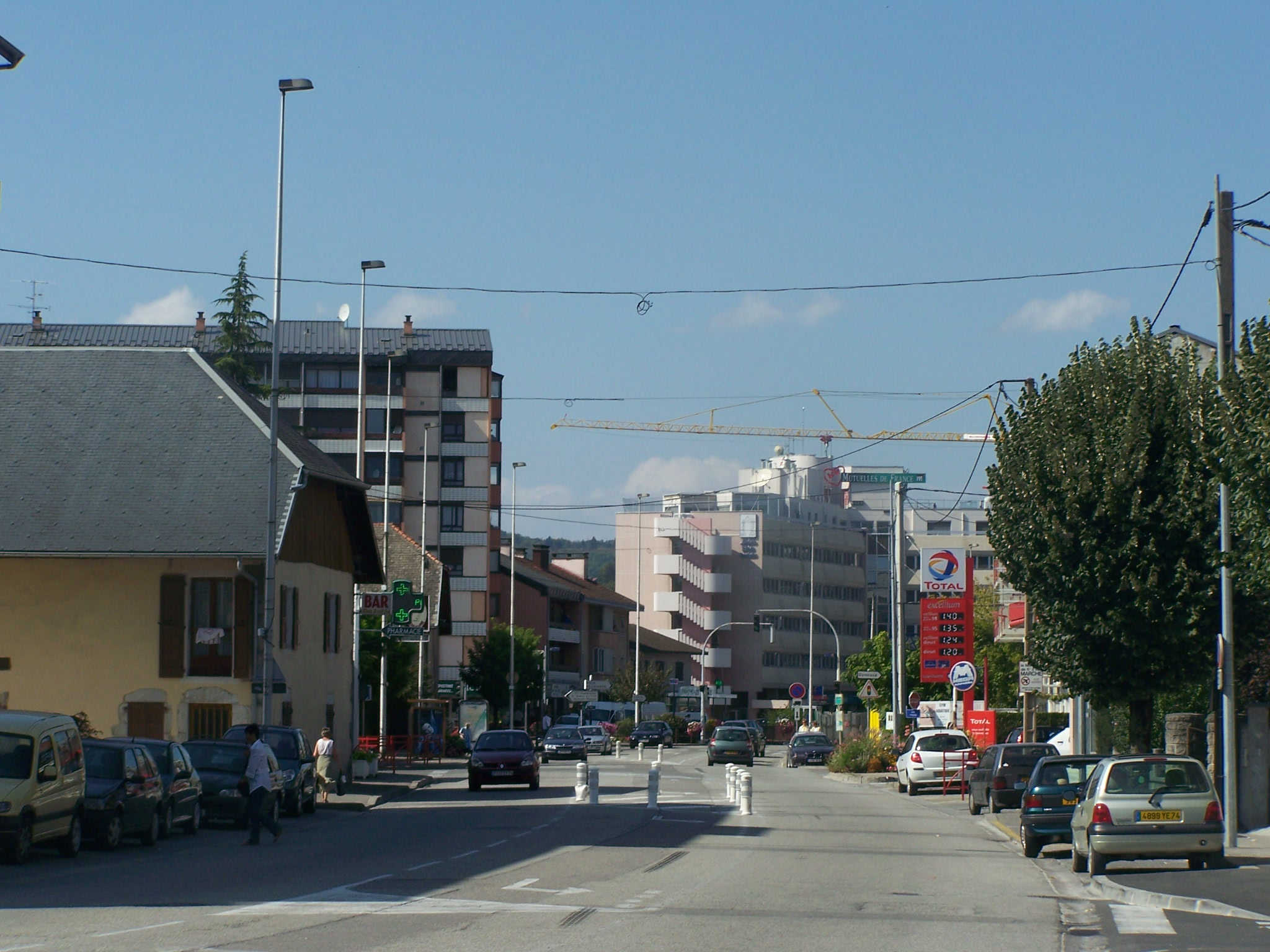
Centre de la commune.

Bien que contrainte par son territoire, la commune se divise en plusieurs pôles : celui du Vieux Meythet s'étendant jusqu'à l'aéroport, un des deux cœurs historiques de la commune, celui du centre et celui de Cotfa. La zone du vieux Meythet est essentiellement composée de maisons tandis qu'au centre se trouvent les immeubles. La zone de Cotfa se divise elle-même en une dense zone de maisons côté sud et au nord par des lotissements.

Bien que résidentielles, des bois préservés et mis en valeur se trouvent dans le Vieux Meythet et à Cotfa.
Depuis le début des années 2000, le centre se restructure avec la destruction des anciennes maisons au profit de petites résidences d'appartements.

Les commerces se trouvent au centre, les zones d'activités étant aux extrémités de la commune.

#### Logement
La commune est essentiellement constituée de résidences principales, dont plus de la moitié appartient au foyer d'habitation.

#### Projets d'aménagements
La restructuration du centre de Meythet s'est achevée fin 2016, après plusieurs phases de travaux commencés en 2010 sous pilotage de Michel de Villa, alors maire-adjoint chargé de l'aménagement. Le centre, qui fut un temps uniquement un lieu de passage (route de Frangy), est désormais transformé en un lieu d'échanges et d'accueil pour les commerces. Les meythesans ont vu le cœur de leur commune adopter des contours urbains plus actuels.

## Toponymie
Le toponyme de Meythet proviendrait du gaulois maes ou du latin mansus, désignant un champ ou une maison. Sa graphie a évolué en Metez (vers 1344), Meithez puis Meithet entre le XIVe et le XVIIIe siècle, ou encore Meitet au  XIXe siècle,.
En francoprovençal, le nom de la commune s'écrit Métè, selon la graphie de Conflans. Ses habitants sont appelés les Meythésans.

## Histoire
Le 15 août 1943, à 1 h 10 du matin : un bombardier britannique de type Halifax s'écrase sur le hameau du Pont de Tasset. Parti d'Angleterre avec à son bord sept aviateurs anglais, cet appareil devait effectuer un parachutage d'armes et de matériels au col de la Frétallaz, près d'Annecy. Le bilan est lourd : six aviateurs périssent, ainsi que cinq Meythésans, dont deux enfants. L'aviateur rescapé, le pilote de l'appareil Frank Griffiths, doit en majeure partie sa survie aux riverains venus le secourir et le cacher aux militaires italiens occupant la région.
L'aérodrome d'Annecy-Meythet a été créé peu avant la Seconde Guerre mondiale. Sa construction s'est faite au détriment de l'agriculture puisque les familles qui exploitaient leurs terres ont dû céder celles qui se trouvaient sur l'emplacement du futur aéroport.
Le 1er janvier 2017, Meythet fusionne avec les communes d'Annecy, Annecy-le-Vieux, Cran-Gevrier, Seynod et Pringy. Le nouvel ensemble constitue une commune nouvelle qui prend le nom d'Annecy.

## Politique et administration

### Situation administrative
La commune de Meythet appartient au canton d'Annecy-1, qui compte, selon le redécoupage cantonal de 2014, 9 communes et une fraction de la ville d'Annecy. Avant ce redécoupage, elle appartenait au canton d’Annecy-Nord-Ouest.
Elle appartient au Grand Annecy.
Meythet relève de l'arrondissement d'Annecy et de la première circonscription de la Haute-Savoie

### Tendances politiques et résultats
Politiquement, les électeurs de Meythet sont assez divisés entre droite et gauche bien que les dernières élections présidentielles aient vu la droite remporter plus de suffrages (50,38 % / 49,62 %).

### Liste des maires
Liste de l'ensemble des maires qui se sont succédé à la mairie de Meythet :
| Période   | Période          | Identité                | Étiquette                | Qualité |
| --------- | ---------------- | ----------------------- | ------------------------ | --- |
| 1944      | mars 1977        | Jean Chamey             | MRP puis CD puis UDF-CDS | Conseiller général d'Annecy-Nord-Ouest (1973 → 1979)                                                                                           |
| mars 1977 | mars 1989        | Jean Moget              | PCF                      | Instituteur |
| mars 1989 | 1993             | André Bérard            | DVD                      | |
| 1993      | mars 2001        | Michel Goliard          | DVD                      | |
| mars 2001 | mars 2014        | Sylvie Gillet de Thorey | PS                       | Fonctionnaire territoriale Conseillère régionale de Rhône-Alpes (2004 → 2015) Vice-présidente du conseil régional de Rhône-Alpes (2004 → 2015) |
| mars 2014 | 31 décembre 2016 | Christiane Laydevant    | DVG                      | Chef d'entreprise Vice-présidente du Grand Annecy chargée de l'économie (2017 → 2020)                                                          |

### Liste des maires délégués
| Période        | Période        | Identité             | Étiquette | Qualité |
| -------------- | -------------- | -------------------- | --------- | --- |
| 2 janvier 2017 | 4 juillet 2020 | Christiane Laydevant | SE        | Chef d'entreprise Maire adjointe d'Annecy (2017 → 2020) Vice-présidente du Grand Annecy chargée de l'économie (2017 → 2020) |
| 4 juillet 2020 | En cours       | Pierre-Louis Massein | SE        | Artisan Maire adjoint d'Annecy (2020 → )                                                                                    |

### Politique environnementale
La commune s'inscrit dans une forte politique de développement durable qui se traduit par la préservation de milieux sensibles (Bois et marais des côtes) et la sensibilisation de la population.
Dans cette optique, elle a obtenu en 2010 une troisième fleur au concours des villes fleuries.

### Jumelages
Jumelage avec  Capaci (Italie), en Sicile depuis 2012.

Parrainage avec  Mounkuy (Burkina Faso).

## Population et société

### Démographie
L'évolution du nombre d'habitants est connue à travers les recensements de la population effectués dans la commune depuis 1793. Pour les communes de moins de 10 000 habitants, une enquête de recensement portant sur toute la population est réalisée tous les cinq ans, les populations de référence des années intermédiaires étant quant à elles estimées par interpolation ou extrapolation. Pour la commune, le premier recensement exhaustif entrant dans le cadre du nouveau dispositif a été réalisé en 2007.

En 2014, la commune comptait 8 325 habitants, en évolution de −0,66 % par rapport à 2008 (Haute-Savoie : +6,01 %, France hors Mayotte : +2,11 %).
| 1793 | 1800 | 1806 | 1822 | 1838 | 1848 | 1858 | 1861 | 1866 |
| ---- | ---- | ---- | ---- | ---- | ---- | ---- | ---- | ---- |
| 111  | 103  | 89   | 122  | 152  | 193  | 243  | 265  | 273  |

| 1872 | 1876 | 1881 | 1886 | 1891 | 1896 | 1901 | 1906 | 1911 |
| ---- | ---- | ---- | ---- | ---- | ---- | ---- | ---- | ---- |
| 288  | 325  | 339  | 347  | 397  | 395  | 446  | 460  | 455  |

| 1921 | 1926 | 1931 | 1936 | 1946 | 1954 | 1962  | 1968  | 1975  |
| ---- | ---- | ---- | ---- | ---- | ---- | ----- | ----- | ----- |
| 427  | 527  | 610  | 672  | 623  | 902  | 2 434 | 3 776 | 6 636 |

| 1982  | 1990  | 1999  | 2006  | 2007  | 2012  | 2014  | - | - |
| ----- | ----- | ----- | ----- | ----- | ----- | ----- | - | - |
| 7 590 | 7 581 | 7 701 | 8 248 | 8 325 | 8 312 | 8 325 | - | - |

Évolution de la pyramide des âges de la ville de Meythet, comparaison entre l'année 1999 et 1982 :
| Hommes | Classe d’âge | Femmes |
| ------ | ------------ | ------ |
| 128    | 75 à plus    | 201    |
| 441    | 60 à 74      | 538    |
| 959    | 40 à 59      | 1 042  |
| 1 267  | 20 à 39      | 1 257  |
| 914    | 0 à 19       | 950    |

| Hommes | Classe d’âge | Femmes |
| ------ | ------------ | ------ |
| 46     | 75 à plus    | 86     |
| 186    | 60 à 74      | 227    |
| 808    | 40 à 59      | 787    |
| 1 350  | 20 à 39      | 1 428  |
| 1 402  | 0 à 19       | 1 286  |

Le nombre total de ménages meythésans est de 3 283. Ces ménages ne sont pas tous égaux en nombre d'individus. Certains de ces ménages comportent une personne, d'autres deux, trois, quatre, cinq voire plus de six personnes. Voici ci-dessous, les données en pourcentage de la répartition de ces ménages par rapport au nombre total de ménages.
Les Ménages
| Ménages de :                | 1 personne | 2 pers. | 3 pers. | 4 pers. | 5 pers. | 6 pers. ou + |
| --------------------------- | ---------- | ------- | ------- | ------- | ------- | ------------ |
| Meythet                     | 30,9 %     | 31,4 %  | 18,6 %  | 13,4 %  | 4 %     | 1,8 %        |
| Moyenne Nationale           | 31 %       | 31,1 %  | 16,2 %  | 13,8 %  | 5,5 %   | 2,4 %        |
| Sources des données : INSEE |            |         |         |         |         |              |

### Enseignement

#### Établissements éducatifs
Meythet relève de l'académie de Grenoble. Celle-ci évolue sous la supervision de l'inspection départementale de l'Éducation nationale.
Voici ci-dessous la liste exhaustive des principaux établissements scolaires de la commune :

### Santé
Meythet possède un total de trois pharmacies.

### Sports
Meythet possède un terrain de rugby et 2 terrains de football,ainsi qu'un dojo et un complexe tennistique

### Médias
La commune édite un magazine municipal, Vivre Meythet (pas de périodicité). Il est possible de le consulter sur le site de la ville.

#### Radios et télévisions
La ville est couverte par des antennes locales de radios dont France Bleu Pays de Savoie, ODS radio, Radio Semnoz… Enfin, la chaîne de télévision locale TV8 Mont-Blanc diffuse des émissions sur les pays de Savoie. Régulièrement l'émission La Place du village expose la vie locale du bassin annécien. France 3 et sa station régionale France 3 Alpes, peuvent parfois relater les faits de vie de la commune.

#### Presse et magazines
La presse écrite locale est représentée par des titres comme Le Dauphiné libéré, L'Essor savoyard, Le Messager - édition Genevois, le Courrier savoyard...

### Personnalités liées à la commune
- André Dupont, dit Mouna (natif, 1911-1999), indigné professionnel [17],[18].

## Économie

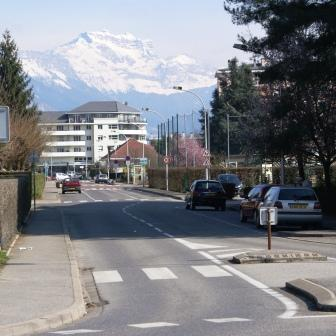
Une rue de Meythet.

### Revenus de la population et fiscalité
En 2009, le revenu moyen net déclaré s'élevait à environ 22 000 €, 64 % des foyers étaient imposables.

### Entreprises de l'agglomération
Meythet compte quatre zones d'activités industrielles, où de nombreuses entreprises allant de tailles petites ou moyennes à de grandes entreprises sont installées, comme SNR Roulements, Clide Union SPX.

En plus de ces zones d'activités, une douzaine de restaurants et plusieurs concessions ou entreprises liées au domaine automobile sont installés sur la commune , principalement concentrés près de Gillon.

### Commerce
De nombreux services sont installés sur la commune, parmi eux plusieurs banques, pharmacies et boulangeries.

## Culture locale et patrimoine

### Lieux et monuments

#### Monuments religieux

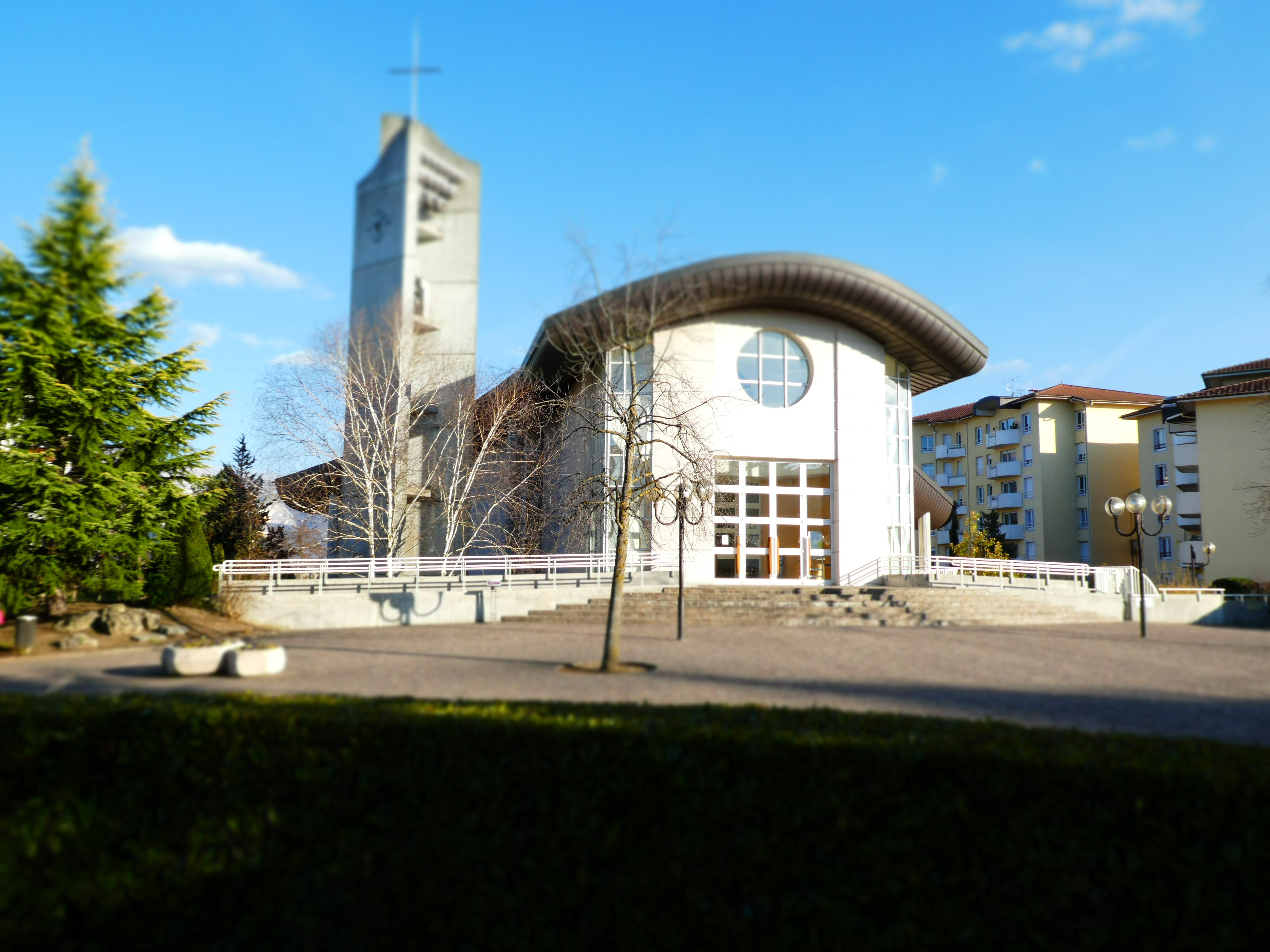
Chœur & fresque de l'église St Paul

- Église Saint-Paul consacrée en 1998. Église contemporaine, magnifique fresque du peintre Arcabas : la résurrection du Christ, Christ en croix de Xavier Dambrine.

La fresque d’Arcabas « Dans la lumière du Ressuscité » : 
« Fresque de 72 m2, Arcabas signe là une œuvre religieuse parvenue au sommet de son art, élégante dans le mouvement, appropriée dans les tons chaleureux et flamboyants des couleurs, excessive dans la beauté qui s’en dégage. C’est une peinture qui mérite que l’on prenne le temps de l’attention, de la méditation. Jésus Ressuscité est littéralement assailli par les anges qui pénètrent, pour certains, jusque dans l’espace de son intimité ; mais sa sérénité, sa majesté, sa gloire, dominent toute chose. Le message d’Arcabas est clair : Le Christianisme, avec la résurrection de Jésus, sa majestueuse force tranquille, que rien ne peut contrarier, est une œuvre de vie, de vie éternelle, pas de mort.

### Espaces verts et fleurissement
En 2014, la commune obtient le niveau « trois fleurs » au concours des villes et villages fleuris.

### Patrimoine culturel
Cinéma : Le Rabelais